# پیمونت ۵۱۶۲
سیارک ۵۱۶۲ (به انگلیسی: 5162 Piemonte، نامگذاری:1982BW) پنج هزار و صد و شصت و دومین سیارک کشف شده‌است که در ۱۸ ژانویه ۱۹۸۲ کشف شد.
قدر مطلق سیارک برابر ۱۱٫۵۰ است.